# 태조강헌 대왕영전
태조강헌 대왕영전은 대한민국 경상북도 청송군 진보면 진안리에 있다. 2009년 9월 1일 청송군의 문화유산 제4호로 지정되었다.

## 개요
태조 이성계의 영정을 봉안하기 위해 건립한 영각이다. 1999년 중건하였다.